# 費正清中國研究中心
費正清中國研究中心（Fairbank Center for Chinese Studies）是哈佛大學的一個研究生研究中心，目的是從社會科學的角度研究現當代中國。

## 历史
該研究中心建立於1955年，第一任所長是費正清。最初稱為「東亞研究中心」（Center for East Asian Research），後來為了紀念費正清而改名為「費正清東亞研究中心」（Fairbank Center for East Asian Research）。 該研究中心出版了大量的中國相關文獻。哈佛大學成立賴肖爾日本研究所與韓國研究所後，該中心於2007年改名為「費正清中國研究中心」以彰顯其中國研究的特長。

## 历任所长
- 费正清, 1955–1973[5]
- 傅高义, 1973–1975[6]
- Dwight H. Perkins, 1975–1976 (代理)[7]
- Roy Hofheinz, Jr., 1975–1979[8]
- 孔飞力, 1980–1986[9]
- 史华慈, 1983–1984 (代理)[10]
- 马若德, 1986–1992[11]
- James L. Watson, 1992–1995
- 傅高义, 1995–1999[12]
- 裴宜理, 1999–2002
- 伊维德, 2002–2005
- 马若德, 2005–2006
- 柯伟林, 2006–2013
- Martin King Whyte, 2007–2008 (代理)
- 欧立德, 2010–2011 (代理)
- 欧立德, 2013–2015
- 宋怡明, 2016–现在

## 外部連結
- Fairbank Center for Chinese Studies （页面存档备份，存于）
- Facebook, Fairbank Center